# Нарость
Нарость — деревня в Суражском районе Брянской области России. Входит в состав Дубровского сельского поселения.

## География
Деревня находится в северо-западной части Брянской области, в зоне хвойно-широколиственных лесов, в пределах части Приднепровской низменности, при автодороге 15К-2508, на расстоянии примерно 11 километров (по прямой) к северо-востоку от города Суража, административного центра района. Абсолютная высота — 178 метров над уровнем моря.

### Климат
Климат характеризуется как умеренно континентальный с достаточным увлажнением, тёплым летом и умеренно холодной зимой. Среднегодовая многолетняя температура воздуха составляет 5,4 °С. Средняя температура воздуха самого тёплого месяца (июля) — 18,1 °C (абсолютный максимум — 37 °C); самого холодного (января) — −8 — −7,5 °C (абсолютный минимум — −37 °C). Период активной вегетации растений (с температурой выше 10°С) составляет 144 дня. Среднегодовое количество атмосферных осадков составляет 554 мм, из которых большая часть (285 мм) выпадает в тёплый период. Снежный покров держится в течение 120—130 дней.

### Часовой пояс
Деревня Нарость, как и вся Брянская область, находится в часовой зоне МСК (московское время). Смещение применяемого времени относительно UTC составляет +3:00.

## История
Упоминается с середины XVIII века как владение Искрицких (казачьего населения не имела); до 1781 входила в Мглинскую сотню Стародубского полка. С 1782 по 1921 в Суражском уезде (с 1861 - в составе Новодроковской волости); в 1921-1929 в Клинцовском уезде (Новодроковская, с 1924 Суражская волость). В 1910-х годах был построен храм Архангела Михаила (действовал до 1936, не сохранился). С 1919 до 1930-х годов - центр Наростянского сельсовета, затем до 2005 в Слищенском сельсовете (в 1954-1974 в Далисичском сельсовете). 

## Население
| 2010 | 2013 |
| ---- | ---- |
| 65   | ↘64  |

### Национальный состав
910 человек (1901), 94 человек (2002)
Будет упразднена как фактически не существующая в связи с переселением всех жителей на постоянное место жительства в другие населённые пункты.